# Аредіо Джимона
Аредіо Джимона (італ. Aredio Gimona, 1 лютого 1924, Ізола — 1994, Ліворно) — італійський футболіст, що грав на позиції півзахисника, зокрема, за клуби «Мілан», «Палермо» та «Ювентус», а також національну збірну Італії. По завершенні ігрової кар'єри — тренер.

## Клубна кар'єра
У дорослому футболі дебютував 1940 року виступами за команду «Про Горіція» , в якій провів три сезони, взявши участь у 76 матчах чемпіонату, після чого протягом 1943—1944 років захищав кольори «Ізоли».
З відновленням футбольних змагань в Італії після Другої світової війни продовдив кар'єру в «Мілан»і, де відіграв з 1945 по 1947 рік як один з основних гравців команди, маючи середню результативність на рівні 0,36 гола за гру першості.
Протягом 1947—1949 років захищав кольори клубу «Ліворно», після чого на чотири роки став гравцем «Палермо».
З 1953 року два сезони захищав кольори «Ювентуса», а з 1955 по 1958 рік грав у складі команд «Про Патрія» та «Ліворно».
Завершував ігрову кар'єру у команді «Емполі», за яку виступав протягом 1958—1959 років.

## Виступи за збірну
1951 року дебютував в офіційних матчах у складі національної збірної Італії.
Наступного року був у складі збірної учасником футбольного турніру на Олімпійських іграх 1952 року у Гельсінкі, де взяв участь у двох іграх. У першій з них, виграному з рахунком 8:0 матчі проти збірної США, відзначився хет-триком.

## Кар'єра тренера
Розпочав тренерську кар'єру відразу ж по завершенні кар'єри гравця, 1959 року, очоливши тренерський штаб клубу «Пістоєзе».
Згодом також тренував «Анкону», «Ліворно» та «Ареццо», а останнім місцем тренерської роботи Джимони був «Дженоа», головним тренером команди якого він був у тандемі з Ліно Бонілаурі з 1969 по 1970 рік.
Помер 1 січня 1994 року на 70-му році життя у Ліворно.
| Дата       | Місто     | Господарі | Результат | Гості  | Турнір           | Голи | Примітки |
| ---------- | --------- | --------- | --------- | ------ | ---------------- | ---- | -------- |
| 11-11-1951 | Флоренція | Італія    | 1 – 1     | Швеція | товариський матч | -    |          |
| 16-7-1952  | Тампере   | США       | 0 – 8     | Італія | ОІ 1952          | 3    |          |
| 21-7-1952  | Гельсінкі | Угорщина  | 3 – 0     | Італія | ОІ 1952          | -    |          |
| Усього     |           | Матчів    | 3         |        | Голів            | 3    |          |